# Gypsophila makranica
Gypsophila makranica là loài thực vật có hoa thuộc họ Cẩm chướng. Loài này được (Rech.f.) Ghaz. mô tả khoa học đầu tiên năm 1986.